# Ángel Eduardo Viotti
Ángel Eduardo Viotti (La Banda, Santiago del Estero, Argentina; 24 de agosto de 1994) es un futbolista argentino. Juega como defensa y su equipo actual es Chacaritas de la Serie B de Ecuador.

## Trayectoria
Hizo formativas en Club Atlético Sarmiento de la Banda y luego pasó a formar las divisiones inferiores de Vélez Sarsfield. Jugó hasta mediados de 2016 en San Martín de Tucumán el Torneo Federal A. Luego de su salida del Santo tucumano recala en Güemes de Santiago del Estero para jugar el Torneo Federal B 2016-17. En el año 2010 Ángel fue elegido para jugar en la selección de fútbol sub-17 de Argentina.

## Clubes
Actualizado al último partido disputado el 27 de octubre de 2023.
| Club                  | País          | Año           | Partidos | Goles |
| --------------------- | ------------- | ------------- | -------- | ----- |
| Vélez Sarsfield       | Argentina     | 2011-2014     | 27       | 0     |
| San Martín de Tucumán | Argentina     | 2015-2016     | 14       | 0     |
| Güemes (SdE)          | Argentina     | 2016-2017     | 0        | 0     |
| Olmedo                | Ecuador       | 2018-2020     | 43       | 1     |
| Macará                | Ecuador       | 2020          | 30       | 0     |
| Aucas                 | Ecuador       | 2021          | 15       | 0     |
| Atlético Porteño      | Ecuador       | 2021          | 0        | 0     |
| Olmedo                | Ecuador       | 2022          | 31       | 1     |
| Chacaritas            | Ecuador       | 2023-act.     | 29       | 3     |
| Total carrera         | Total carrera | Total carrera | 189      | 5     |

## Palmarés

### Campeonatos nacionales
| Título           | Club           | País      | Año  |
| ---------------- | -------------- | --------- | ---- |
| Torneo Federal A | San Martín (T) | Argentina | 2016 |